# George Roy Hill
George Roy Hill (Minneapolis, 20 december 1921 – New York, 27 december 2002) was een Amerikaans regisseur.

## Biografie
Hill haalde zijn pilootbrevet al op de leeftijd van 16 jaar. Vliegtuigen zijn een belangrijk onderwerp in zijn latere films, evenals vliegtuigrampen. Tijdens de Tweede Wereldoorlog diende Hill bij de marine als cargopiloot in de Stille Zuidzee. Na de oorlog werkte hij als verslaggever in Texas, waarna hij zijn studie afmaakte in Ierland.
Na zijn terugkeer in de Verenigde Staten begon hij met toneelgezelschappen rond te toeren. In 1952 speelde hij een bijrol in de film Walk East on Beacon, maar vervolgens ging hij weer voor 18 maanden in dienst als piloot in de Koreaanse Oorlog.
Daarna begon hij bij de televisie en ten slotte begon hij met het regisseren van films. De eerste was Period of Adjustment in 1962, gevolgd door Toys in the Attic in 1963.
The World of Henry Orient met Peter Sellers in 1964 maakte hem beroemd in Hollywood, de kaskraker Hawaii flopte. Dan volgden Thoroughly Modern Millie (met Julie Andrews) en de zeer succesrijke Butch Cassidy and the Sundance Kid en The Sting, beide met Paul Newman en Robert Redford. Butch Cassidy kreeg vier Oscars; The Sting vijf, waaronder Beste Film en Beste Regisseur.
Later maakte hij nog The World According to Garp, The Great Waldo Pepper, Slap Shot, A Little Romance, en The Little Drummer Girl.
Hill stierf op 27 december 2002 in zijn huis aan complicaties ten gevolge van de ziekte van Parkinson.

## Filmografie
- 1962: Period of Adjustment
- 1963: Toys in the Attic
- 1964: The World of Henry Orient
- 1966: Hawaii
- 1967: Thoroughly Modern Millie
- 1969: Butch Cassidy and the Sundance Kid
- 1972: Slaughterhouse-Five
- 1973: The Sting
- 1975: The Great Waldo Pepper
- 1977: Slap Shot
- 1979: A Little Romance
- 1982: The World According to Garp
- 1984: The Little Drummer Girl
- 1988: Funny Farm

## Prijzen
- 1970: Beste Regisseur – Butch Cassidy and the Sundance Kid (genomineerd)
- 1972: Prijs van de Jury – Slaughterhouse-Five (gewonnen)
- 1974: Beste Regisseur – The Sting (gewonnen)